# Copa da Escócia de 1992–93
A Copa da Escócia de 1992-93 foi a 108º edição do torneio mais antigo do futebol da Escócia. O campeão foi o Rangers F.C., que conquistou seu 26º título na história da competição ao vencer a final contra o Aberdeen F.C., pelo placar de 2 a 1.

## Premiação
| Copa da Escócia de 1992-93        |
| Escócia                           |
| --------------------------------- |
| Rangers F.C. Campeão (26º título) |